# 馬克斯·荷馬
馬克斯·荷馬（英語：John Maxwell Homa；1990年11月19日—）是美國猶太裔高爾夫球運動員。他是2019年富國錦標賽、2021年捷恩斯公開賽和2021年喜互惠公開賽的冠軍獲得者。

## 外部連結
- Max Homa在PGA巡迴賽的官方網站
- Max Homa在男子高爾夫世界排名的官方網站
- 馬克斯·荷馬的X（前Twitter）